# Albugnano
Albugnano est une commune italienne de moins de 1 000 habitants située dans la province d'Asti dans le Piémont.

## Géographie

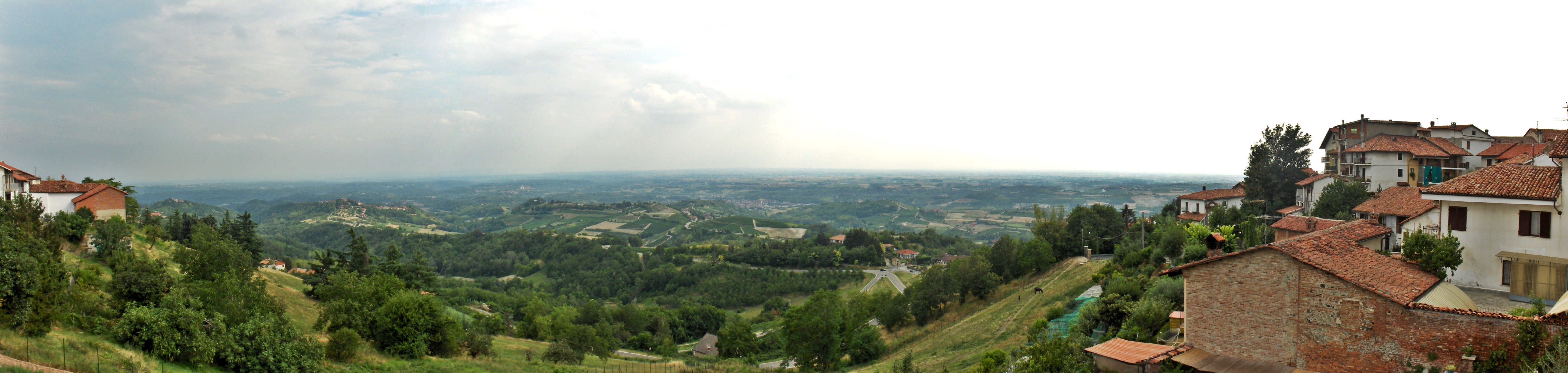

## Économie
Le vignoble de Albugnano produit un vin rouge de qualité.

## Culture
L'abbaye de Vezzolano de style gothique et roman est un des monuments médiévaux les plus importants du Piémont.

## Administration
| Période                                  | Période  | Identité         | Étiquette | Qualité |
| ---------------------------------------- | -------- | ---------------- | --------- | ------- |
| 14 juin 2004                             | En cours | Renato Delmastro |           |         |
| Les données manquantes sont à compléter. |          |                  |           |         |

### Hameaux
Santo Stefano, Sant'Emiliano, Vezzolano, Villaggio Belsito

### Communes limitrophes
Aramengo, Berzano di San Pietro, Castelnuovo Don Bosco, Moncucco Torinese, Passerano Marmorito, Pino d'Asti